# Območna liga 1980-1981
L'edizione 1980-1981 della Območna liga vide le promozioni di Primorje, Stol Kamnik e Drava Ptuj.
Si trattava della seconda serie slovena (la quarta nella piramide calcistica jugoslava). Območna liga significa letteralmente "lega regionale", ma in realtà si trattava più propriamente di una lega interregionale, essendo suddivisa in due soli gironi (Slovenia occidentale e orientale), mentre le regioni statistiche della Slovenia sono dodici.

## Girone Ovest
|                | Pos. | Squadra      | Pt | G  | V  | N | P  | GF | GS | DR  |
| -------------- | ---- | ------------ | -- | -- | -- | - | -- | -- | -- | --- |
|                | 1.   | Primorje     | 41 | 28 | 20 | 1 | 7  | 72 | 32 | +40 |
|                | 2.   | Stol Kamnik  | 35 | 28 | 16 | 3 | 9  | 69 | 49 | +20 |
|                | 3.   | Jesenice     | 30 | 28 | 11 | 8 | 9  | 45 | 39 | +6  |
|                | 4.   | Elan         | 30 | 28 | 13 | 4 | 11 | 48 | 50 | -2  |
|                | 5.   | Tabor Sežana | 28 | 28 | 12 | 4 | 12 | 37 | 42 | -5  |
|                | 6.   | Bela Krajina | 21 | 28 | 8  | 5 | 15 | 28 | 43 | -15 |
|                | 7.   | Kočevje      | 20 | 28 | 9  | 2 | 17 | 37 | 60 | -23 |
|                | 8.   | Litija       | 19 | 28 | 6  | 7 | 15 | 30 | 51 | −21 |
| Fonte: dlib.si |      |              |    |    |    |   |    |    |    |     |

Legenda:
      Promosso in Slovenska republiška liga 1981-1982.
      Retrocesso nella divisione inferiore.
Note:
Due punti a vittoria, uno a pareggio, zero a sconfitta.

## Girone Est
|                | Pos. | Squadra         | Pt | G  | V  | N | P  | GF | GS | DR  |
| -------------- | ---- | --------------- | -- | -- | -- | - | -- | -- | -- | --- |
|                | 1.   | Drava Ptuj      | 38 | 24 | 17 | 4 | 3  | 66 | 26 | +40 |
|                | 2.   | Kovinar Maribor | 37 | 24 | 15 | 7 | 3  | 66 | 17 | +49 |
|                | 3.   | Elkroj Mozirje  | 24 | 24 | 10 | 4 | 10 | 54 | 31 | +23 |
|                | 4.   | Pragersko       | 23 | 24 | 9  | 5 | 10 | 36 | 46 | -10 |
|                | 5.   | Fužinar         | 14 | 24 | 6  | 2 | 16 | 30 | 47 | -17 |
|                | 6.   | Steklar         | 13 | 24 | 4  | 5 | 15 | 24 | 49 | -25 |
|                | 7.   | Savinjska       | 5  | 24 | 1  | 3 | 20 | 23 | 83 | -60 |
|                | 8.   | Unior           | -  | -  | -  | - | -  | -  | -  | −   |
| Fonte: dlib.si |      |                 |    |    |    |   |    |    |    |     |

Legenda:
      Promosso in Slovenska republiška liga 1981-1982.
      Retrocesso nella divisione inferiore.
Note:
Due punti a vittoria, uno a pareggio, zero a sconfitta.
Unior ritirato a una giornata dal termine, annullati tutti i risultati.

## Spareggio
Le seconde classificate dei due gironi disputarono uno spareggio per accedere alla Slovenska republiška liga 1981-1982.
| Squadra 1       | Totale | Squadra 2   | Andata     | Ritorno    |
| --------------- | ------ | ----------- | ---------- | ---------- |
|                 |        |             | 28.06.1981 | 01.07.1981 |
| Kovinar Maribor | 2 – 3  | Stol Kamnik | 2 – 2      | 0 – 1      |